# Sobíšky
Sobíšky är en ort i Tjeckien.   Den ligger i regionen Olomouc, i den östra delen av landet, 230 km öster om huvudstaden Prag. Sobíšky ligger 276 meter över havet och antalet invånare är 161.
Terrängen runt Sobíšky är huvudsakligen platt, men åt nordost är den kuperad. Runt Sobíšky är det ganska tätbefolkat, med 72 invånare per kvadratkilometer. Närmaste större samhälle är Olomouc, 17,6 km nordväst om Sobíšky. Trakten runt Sobíšky består till största delen av jordbruksmark.